# ペ・ユンジョン
ペ・ユンジョン（배윤정、1980年2月18日 - ）は、大韓民国の振付師、ダンサー、ダンスインストラクター。振付集団「Yama＆Hotchicks」共同代表。オーディション番組の辛口審査員としても知られる。代表作はKARAの「ミスター」など。

## 略歴
中学時代にZAMの紅一点ユン・ヒョンスクに憧れてダンスを始め、高校時代から養成所に通い、2年生の時にアイドルグループ「スクリーム」のバックダンサーとして初舞台を踏む。
2007年、チョン・ホンボク率いる「Yama」と、自身が率いる「Hotchicks」による振付集団「Yama＆Hotchicks」を結成。ダンサー時代の低待遇の経験から、振付集団としては韓国初の事業者登録を行い、定時出退勤（15時出勤、22時退勤）などのシステムを導入した。
2009年、KARA「ミスター」のヒップダンスとBrown Eyed Girls「Abracadabra」の小生意気ダンスが注目を集め、振付師としての評価を高める。
2010年からはソウル総合芸術専門学校の実用舞踊芸術学部教授を務めた。
同年8月にKARAの「ミスター」日本語版がヒットし、日本におけるK-POPブームの一端を担った。
2011年、日本のガールズグループbump.yの4枚目のシングル「Kiss!」の振付を担当する。
2014年10月に歌手のジェロームと結婚。2017年1月、離婚。
2015年、大韓民国大衆文化芸術賞、文化体育観光部長官表彰。
2018年6月、K-POP人材養成所「stage631」に参加。

## 担当した主な作品
- スンハ「Chantey Chantey」（2008年）
- KARA「ミスター」（2009年）「ジャンピン」（2010年）※KARAの全ての曲の振付に参加[12]。
- Brown Eyed Girls「Abracadabra」（2009年）※2013年にPSYが発表した「ジェントルマン」で小生意気ダンスが引用された際は使用料が支払われた[3]。
- T-ara「Roly-Poly」（2011年）「Bo Peep Bo Peep」（2012年）※猫ダンスが話題を呼んだ。
- EXID「Up&Down」（2014年）※骨盤ダンスが話題を呼んだ[6]。
- Girl's Day「Expectation」（2013年）※サスペンダーダンスが話題を呼んだ。「Darling」（2014年）[13]
- 「PRODUCE 101」テーマ曲「PICK ME」（2016年）[14]
- I.O.I 「Dream Girls」（2016年）
- 「PRODUCE 48」課題曲「Rollin' Rollin'」（2018年）[15]

## 出演

### テレビ
- 「PRODUCE 101」シーズン1（2016年）
- 「Hit the Stage」（2016年）
- 「PRODUCE 48」（2018年）
- 「PRODUCE X 101」(2019年)